# 戈沙列
昭披耶·戈沙铁菩提 (列)（？—1683年），通稱戈沙列，暹羅（泰國）阿瑜陀耶王國時期將領。
戈沙列是戈沙班兄弟。在班死後，列繼承了班的「昭披耶·戈沙铁菩提」這個爵位。戈沙列也是那萊王重要將領之一，擔任暹羅軍隊的總指揮官。曾領兵攻打清邁，並大獲全勝。1664年，帶領軍隊入侵緬甸，翌年攻入緬甸境內，但由於軍糧耗盡，被迫撤軍。
列於1683年逝世。死後，康斯坦丁·华尔康受到那萊王的重用。